# Kamp (Bergisch Gladbach)
Kamp ist ein Ortsteil im Stadtteil Paffrath von Bergisch Gladbach. Die Straße Kamp ist nach dem Ortsteil benannt. 

## Geschichte
Die Siedlung Kamp wurde nach einer gleichnamigen hochmittelalterlichen Siedlungsgründung benannt, die 1331 zum ersten Mal erwähnt wurde. Im Urkataster ist sie südwestlich des historischen Zentrums von Paffrath an der Straße von Mülheim nach Paffrath  (heutige Dellbrücker Straße) verzeichnet. Unter der französischen Verwaltung zwischen 1806 und 1813 wurde das Amt Porz aufgelöst und Kamp wurde politisch der Mairie Gladbach im Kanton Bensberg zugeordnet. 1816 wandelten die Preußen die Mairie zur Bürgermeisterei Gladbach im Kreis Mülheim am Rhein. Mit der Rheinischen Städteordnung wurde Gladbach 1856 Stadt, die dann 1863 den Zusatz Bergisch bekam.
Der Ort ist auf der Topographischen Aufnahme der Rheinlande von 1824 als Kamp und auf der Preußischen Uraufnahme von 1840 ohne Bezeichnung verzeichnet. Auf der Preußischen Neuaufnahme von 1892 und auf Messtischblättern ist er regelmäßig als Kamp verzeichnet. Kamp gehörte seit jeher zur Pfarrgemeinde Paffrath.
| Jahr | Einwohner | Wohn- gebäude | Kategorie | Bemerkung           |
| ---- | --------- | ------------- | --------- | ------------------- |
| 1822 | 7         |               | Hofstelle |                     |
| 1830 | 10        |               | Hofstelle | Kempe genannt       |
| 1845 | 12        | 2             | Hofstelle | Bezeichnung am Kamp |
| 1871 | 18        | 4             | Wohnplatz |                     |
| 1885 | 16        | 3             | Wohnplatz |                     |
| 1895 | 9         | 3             | Wohnplatz |                     |
| 1905 | 14        | 3             | Wohnplatz |                     |

## Etymologie
Das Bestimmungswort Kamp geht auf das lateinische „campus“ (= Feld) zurück. Damit wird ein eingehegtes Feld, eine Wiese oder ein Baumgarten bezeichnet.